# Gran Premio d'Australia 2008
Il Gran Premio d'Australia 2008 è stata la prima prova della stagione 2008 del campionato mondiale di Formula 1. La gara, corsa domenica 16 marzo 2008 sul Circuito Albert Park a Melbourne, è stata vinta dal britannico Lewis Hamilton su McLaren-Mercedes, al quinto successo nel mondiale. Hamilton ha preceduto il tedesco Nick Heidfeld su BMW Sauber, e il tedesco Nico Rosberg su Williams.
A causa dei numerosi ritiri solo 6 piloti presero la bandiera a scacchi, ed altri 2 vennero comunque classificati avendo percorso il 90% della distanza totale di gara.

## Prove
Nella prima sessione del venerdì, si è avuta questa situazione:
| Pos | N° | Pilota         | Costruttore      | Tempo    | Gap    | Giri |
| --- | -- | -------------- | ---------------- | -------- | ------ | ---- |
| 1   | 1  | Kimi Räikkönen | Ferrari          | 1'26"641 |        | 25   |
| 2   | 22 | Lewis Hamilton | McLaren-Mercedes | 1'26"948 | +0"487 | 21   |
| 3   | 2  | Felipe Massa   | Ferrari          | 1'26"958 | +0"497 | 25   |

Nella seconda sessione del venerdì, si è avuta questa situazione:
| Pos | N° | Pilota         | Costruttore      | Tempo    | Gap    | Giri |
| --- | -- | -------------- | ---------------- | -------- | ------ | ---- |
| 1   | 22 | Lewis Hamilton | McLaren-Mercedes | 1'26"559 |        | 33   |
| 2   | 10 | Mark Webber    | Red Bull-Renault | 1'27"473 | +0"914 | 27   |
| 3   | 2  | Felipe Massa   | Ferrari          | 1'27"640 | +1"081 | 29   |

Nella sessione del sabato mattina, si è avuta questa situazione:
| Pos | N° | Pilota          | Costruttore | Tempo    | Gap    | Giri |
| --- | -- | --------------- | ----------- | -------- | ------ | ---- |
| 1   | 4  | Robert Kubica   | BMW Sauber  | 1'25"613 |        | 18   |
| 2   | 3  | Nick Heidfeld   | BMW Sauber  | 1'25"950 | +0"337 | 16   |
| 3   | 5  | Fernando Alonso | Renault     | 1'26"082 | +0"469 | 14   |

## Qualifiche

### Resoconto
Nelle qualifiche è dominio di McLaren, con Kovalainen migliore nel Q1 ed Hamilton nel Q2. Quest'ultimo risulta il migliore anche nella Q3 e conquista così la pole position. Ferrari deludente: il campione del mondo Räikkönen soffre di un problema alla centralina elettronica (abbassamento della pressione del serbatoio) e, causa il mancato superamento della linea della pitlane, non può riprendere le qualifiche: partirà sedicesimo. Felipe Massa (mai un podio a Melbourne), commette un errore nel giro di qualifica e parte quarto, dietro a Kubica e Kovalainen.

### Risultati
Nella sessione di qualifica si è avuta questa situazione:
| Pos                         | N° | Pilota               | Costruttore         | Q1       | Q2          | Q3          | Griglia |
| --------------------------- | -- | -------------------- | ------------------- | -------- | ----------- | ----------- | ------- |
| 1                           | 22 | Lewis Hamilton       | McLaren-Mercedes    | 1'26"572 | 1'25"187    | 1'26"714    | 1       |
| 2                           | 4  | Robert Kubica        | BMW Sauber          | 1'26"103 | 1'25"315    | 1'26"869    | 2       |
| 3                           | 23 | Heikki Kovalainen    | McLaren-Mercedes    | 1'25"664 | 1'25"452    | 1'27"079    | 3       |
| 4                           | 2  | Felipe Massa         | Ferrari             | 1'25"994 | 1'25"691    | 1'27"178    | 4       |
| 5                           | 3  | Nick Heidfeld        | BMW Sauber          | 1'25"960 | 1'25"518    | 1'27"236    | 5       |
| 6                           | 11 | Jarno Trulli         | Toyota              | 1'26"427 | 1'26"101    | 1'28"527    | 6       |
| 7                           | 7  | Nico Rosberg         | Williams-Toyota     | 1'26"295 | 1'26"059    | 1'28"687    | 7       |
| 8                           | 9  | David Coulthard      | Red Bull-Renault    | 1'26"381 | 1'26"063    | 1'29"041    | 8       |
| 9                           | 12 | Timo Glock           | Toyota              | 1'26"619 | 1'26"164    | 1'29"593    | 18      |
| 10                          | 15 | Sebastian Vettel     | Toro Rosso-Ferrari  | 1'26"702 | 1'25"842    | senza tempo | 9       |
| 11                          | 17 | Rubens Barrichello   | Honda               | 1'26"369 | 1'26"163    | N.D.        | 10      |
| 12                          | 5  | Fernando Alonso      | Renault             | 1'26"907 | 1'26"188    | N.D.        | 11      |
| 13                          | 16 | Jenson Button        | Honda               | 1'26"712 | 1'26"259    | N.D.        | 12      |
| 14                          | 8  | Kazuki Nakajima      | Williams-Toyota     | 1'26"891 | 1'26"413    | N.D.        | 13      |
| 15                          | 10 | Mark Webber          | Red Bull-Renault    | 1'26"914 | senza tempo | N.D.        | 14      |
| 16                          | 20 | Kimi Räikkönen       | Ferrari             | 1'26"140 | N.D.        | N.D.        | 15      |
| 17                          | 21 | Giancarlo Fisichella | Force India-Ferrari | 1'27"207 | N.D.        | N.D.        | 16      |
| 18                          | 14 | Sébastien Bourdais   | Toro Rosso-Ferrari  | 1'27"446 | N.D.        | N.D.        | 17      |
| 19                          | 20 | Adrian Sutil         | Force India-Ferrari | 1'27"859 | N.D.        | N.D.        | PL      |
| 20                          | 18 | Takuma Satō          | Super Aguri-Honda   | 1'28"208 | N.D.        | N.D.        | 19      |
| 21                          | 6  | Nelson Piquet Jr.    | Renault             | 1'28"330 | N.D.        | N.D.        | 20      |
| 22                          | 19 | Anthony Davidson     | Super Aguri-Honda   | 1'29"059 | N.D.        | N.D.        | 21      |
| Tempo limite 107%: 1'32"784 |    |                      |                     |          |             |             |         |

In grassetto sono indicate le migliori prestazioni in Q1, Q2 e Q3.

## Gara

### Resoconto

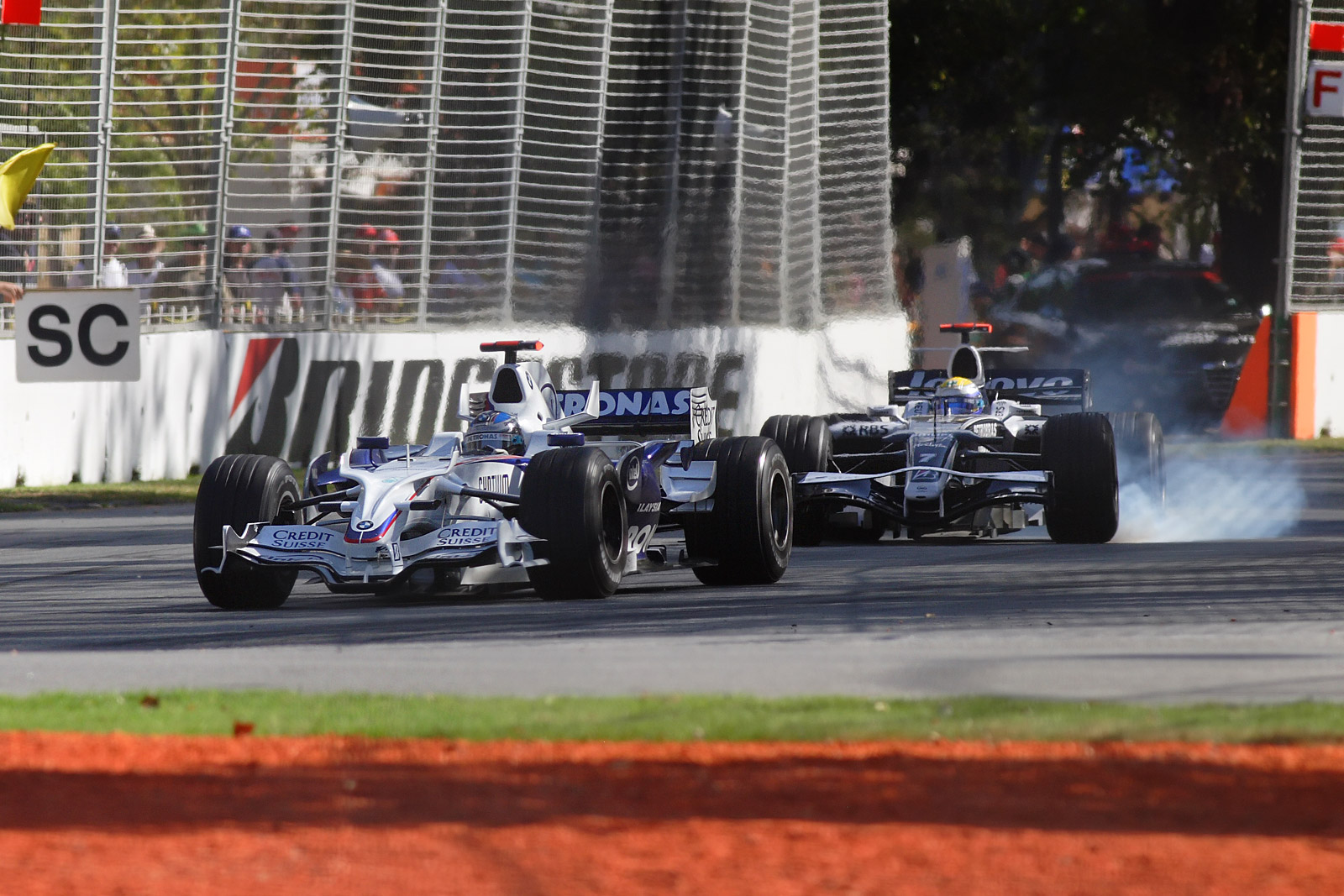
Heidfeld e Rosberg durante un duello.

La stagione 2008 si apre nel segno di Lewis Hamilton, che prende la testa davanti a Robert Kubica.
Subito caos alla prima curva, con Massa che va in testacoda nel tentativo di passare Kovalainen e due incidenti nelle retrovie che causano i ritiri di Fisichella, Vettel, Davidson, Button e dell'idolo di casa Mark Webber.
Le molte vetture danneggiate e detriti in pista, obbligano la Safety Car a fare subito il suo ingresso per due giri.
Del caos alla prima curva approfitta Kimi Räikkönen, che poi, con una grande manovra alla curva tre ai danni di Fernando Alonso e David Coulthard, sale all’ottavo posto subito alle spalle di Barrichello.
Hamilton guida su Kubica e Kovalainen, Rosberg, Heidfeld e Trulli al rientro della vettura di sicurezza. 
Al tredicesimo giro è già tempo di Pit-Stop per Kubica, che rientra ottavo. Hamilton si ferma al giro 18 lasciando la leadership a Kovalainen, mentre Heidfeld sopravanza Rosberg durante la sosta in contemporanea. Al diciannovesimo giro Raikkonen ha finalmente ragione di Barrichello, trovandosi nella scia di Kovalainen, quando questi effettua la sua prima sosta al giro 22. Al ventesimo giro si era ritirato Trulli per noie al cambio della sua Toyota.
Prosegue intanto la giornata-no di Felipe Massa, che nel tentativo di passare Coulthard rompe una sospensione alla vettura di quest'ultimo, costringendolo al ritiro e obbligando la Safety Car ad entrare per rimuovere i detriti della Red Bull. Kubica effettua il suo secondo stop, scendendo all’ottavo posto alle spalle del sorprendente Bourdais, che aveva rifornito appena prima della safety. Alle spalle dei due c’è Alonso, anche lui ai box durante la neutralizzazione.
A metà gara la ripartenza, Räikkönen, che non ha ancora effettuato soste, tenta un sorpasso su Kovalainen alla curva tre ma finisce lungo nella via di fuga: il gruppo compattato fa perdere a Räikkönen i frutti della rimonta, costringendolo in ultima posizione, dopo l’unica sosta; una decina di giri dopo, nel tentativo di superare Timo Glock, mette una gomma sull’erba e va in testacoda, ancora alla curva tre.
Il motore di Felipe Massa cede subito dopo la ripartenza, chiudendo così una delle giornate probabilmente più negative della carriera del brasiliano. Davanti Hamilton allunga su Kovalainen fino ad avere quasi sei secondi di vantaggio quando rientra per l’ultima sosta a sedici giri alla fine. Il finlandese spinge forte, ottiene il giro più veloce e sembra forse nelle condizioni di tentare il colpaccio, ma il suo piano va in fumo al giro 44, quando Glock distrugge la sua Toyota in una spettacolare uscita, che costringe la safety ad entrare per la terza volta. Barrichello, che è virtualmente quinto, effettua il suo stop con la pit lane chiusa e sarà penalizzato con uno stop&go. Kovalainen e Alonso, attendono correttamente l’apertura della corsia, scivolando in coda al gruppo di superstiti in nona e decima posizione.
Durante il 48º giro Nakajima tampona Kubica; il giapponese prosegue dopo un pit stop, mentre il polacco deve ritirarsi.
Dopo la ripartenza Hamilton guida davanti a Heidfeld e Rosberg; quarto è Bourdais, davanti ad un miracolato Räikkönen. Il finlandese subisce l’attacco del connazionale Kovalainen, con gomme fresche, ma i due finiscono per disturbarsi e favorire il doppio sorpasso di Alonso.
Verso fine gara la debacle della Ferrari si completa: due motori, quelli di Bourdais e Räikkönen, cedono come era successo precedentemente a Massa.
Lewis Hamilton vince quindi precedendo Nick Heidfeld su BMW Sauber e la Williams-Toyota di Nico Rosberg che centra il primo podio della sua carriera. Fernando Alonso chiude la gara in quarta posizione, ma la Renault mostra di non essere ancora competitiva. Bourdais e Räikkönen, nonostante i ritiri, vengono classificati rispettivamente al settimo e ottavo posto per aver coperto il 90% della distanza di gara.
Rubens Barrichello è stato squalificato dal Gran Premio per aver ignorato il semaforo rosso al termine della pitlane verso la fine della gara.

### Risultati
I risultati del Gran Premio sono i seguenti:
| Pos | N. | Pilota               | Costruttore         | Giro | Tempo/Ritiro              | Griglia | Punti |
| --- | -- | -------------------- | ------------------- | ---- | ------------------------- | ------- | ----- |
| 1   | 22 | Lewis Hamilton       | McLaren-Mercedes    | 58   | 1:34:50.616               | 1       | 10    |
| 2   | 3  | Nick Heidfeld        | BMW Sauber          | 58   | +5.478                    | 5       | 8     |
| 3   | 7  | Nico Rosberg         | Williams-Toyota     | 58   | +8.163                    | 7       | 6     |
| 4   | 5  | Fernando Alonso      | Renault             | 58   | +17.181                   | 11      | 5     |
| 5   | 23 | Heikki Kovalainen    | McLaren-Mercedes    | 58   | +18.014                   | 3       | 4     |
| 6   | 8  | Kazuki Nakajima      | Williams-Toyota     | 57   | +1 giro                   | 13      | 3     |
| 7   | 14 | Sébastien Bourdais   | Toro Rosso-Ferrari  | 55   | Motore                    | 17      | 2     |
| 8   | 1  | Kimi Räikkönen       | Ferrari             | 54   | Motore                    | 15      | 1     |
| Rit | 4  | Robert Kubica        | BMW Sauber          | 47   | Collisione con K.Nakajima | 2       |       |
| Rit | 12 | Timo Glock           | Toyota              | 43   | Incidente                 | 18      |       |
| Rit | 18 | Takuma Satō          | Super Aguri-Honda   | 32   | Trasmissione              | 19      |       |
| Rit | 6  | Nelson Piquet Jr.    | Renault             | 30   | Frizione                  | 20      |       |
| Rit | 2  | Felipe Massa         | Ferrari             | 29   | Motore                    | 4       |       |
| Rit | 9  | David Coulthard      | Red Bull-Renault    | 25   | Collisione con F.Massa    | 8       |       |
| Rit | 11 | Jarno Trulli         | Toyota              | 19   | Elettronica               | 6       |       |
| Rit | 20 | Adrian Sutil         | Force India-Ferrari | 8    | Idraulica                 | 22      |       |
| Rit | 10 | Mark Webber          | Red Bull-Renault    | 0    | Collisione alla partenza  | 14      |       |
| Rit | 16 | Jenson Button        | Honda               | 0    | Collisione alla partenza  | 12      |       |
| Rit | 19 | Anthony Davidson     | Super Aguri-Honda   | 0    | Collisione alla partenza  | 21      |       |
| Rit | 15 | Sebastian Vettel     | Toro Rosso-Ferrari  | 0    | Collisione alla partenza  | 9       |       |
| Rit | 21 | Giancarlo Fisichella | Force India-Ferrari | 0    | Collisione alla partenza  | 16      |       |
| SQ  | 17 | Rubens Barrichello   | Honda               | 58   | Squalificato              | 10      |       |

## Statistiche
Piloti
- 5ª vittoria per Lewis Hamilton;
- 1º podio per Nico Rosberg;
- 1º giro più veloce per Heikki Kovalainen;
- 1º Gran Premio per Sébastien Bourdais e Nelson Piquet Jr.;

Costruttori
- 157ª vittoria per la McLaren;
- 1º Gran Premio per la Force India;

Motori
- 62ª vittoria per il motore  Mercedes;
- 75º giro più veloce per il motore  Mercedes;

## Classifiche Mondiali

### Piloti
| Pos | Pilota             | Punti |
| --- | ------------------ | ----- |
| 1   | Lewis Hamilton     | 10    |
| 2   | Nick Heidfeld      | 8     |
| 3   | Nico Rosberg       | 6     |
| 4   | Fernando Alonso    | 5     |
| 5   | Heikki Kovalainen  | 4     |
| 6   | Kazuki Nakajima    | 3     |
| 7   | Sébastien Bourdais | 2     |
| 8   | Kimi Räikkönen     | 1     |

### Costruttori
| Pos | Team             | Punti |
| --- | ---------------- | ----- |
| 1   | McLaren-Mercedes | 14    |
| 2   | Williams-Toyota  | 9     |
| 3   | BMW Sauber       | 8     |
| 4   | Renault          | 5     |
| 5   | STR-Ferrari      | 2     |
| 6   | Ferrari          | 1     |